# Associação Professor Artur Novaes 2021-2022
Questa voce raccoglie le informazioni riguardanti l'Associação Professor Artur Novaes nella stagione 2021-2022.

## Stagione
L'Associação Professor Artur Novaes utilizza la denominazione sponsorizzata Apan/Eleva nella stagione 2021-22.
Partecipa alla Superliga Série A, ottenendo un quinto posto in regular season, accedendo quindi ai play-off scudetto, dove viene eliminato ai quarti di finale dall'Índios Guarus, ottenendo un quinto posto finale.
Va fuori ai quarti di finale anche in Coppa del Brasile, estromesso dal BVC.
In ambito statale si aggiudica invece il quinto Campionato Catarinense della propria storia.

## Organigramma societario
Area direttiva
- Presidente: Luis Fernando Novaes

Area tecnica
- Allenatore: André Donegá
- Secondo allenatore: Marcel Ramos

## Rosa
| N° | Nome               | Ruolo | Data di nascita  | Nazionalità sportiva |
| -- | ------------------ | ----- | ---------------- | -------------------- |
| 1  | Rodrigo Rodrigues  | P     | 13 febbraio 1986 | Brasile              |
| 3  | Vitor Baesso       | S     | 28 marzo 1998    | Brasile              |
| 4  | Lucas Borges       | O     | 19 dicembre 1992 | Brasile              |
| 5  | Thomas Reiter      | S     | 9 novembre 2004  | Brasile              |
| 6  | Tiago Brendle      | L     | 21 ottobre 1985  | Brasile              |
| 7  | Renan Bonora       | S     | 10 aprile 1998   | Brasile              |
| 8  | Alexandre Monteiro | S     | 28 novembre 1992 | Brasile              |
| 9  | Alan Araújo        | S     | 3 gennaio 1995   | Brasile              |
| 11 | Wennder Lopes      | S     | 7 dicembre 1991  | Brasile              |
| 12 | Paulo Carraro      | C     | 26 agosto 1999   | Brasile              |
| 13 | Ialisson de Amorin | C     | 6 maggio 1986    | Brasile              |
| 14 | Yordan Bisset      | O     | 21 ottobre 1994  | Cuba                 |
| 15 | Rainier Schmidt    | L     | 12 novembre 2003 | Brasile              |
| 16 | Lucas Fonseca      | C     | 19 giugno 1998   | Brasile              |
| 17 | Ricardo Perini     | P     | 18 gennaio 1984  | Brasile              |
| 18 | Leandro dos Santos | O     | 25 aprile 1983   | Brasile              |

## Statistiche

### Statistiche di squadra
| Competizione      | Punti | In casa | In casa | In casa | In trasferta | In trasferta | In trasferta | Totale | Totale | Totale |
| Competizione      | Punti | G       | V       | P       | G            | V            | P            | G      | V      | P      |
| ----------------- | ----- | ------- | ------- | ------- | ------------ | ------------ | ------------ | ------ | ------ | ------ |
| Superliga Série A | 37    | 12      | 8       | 4       | 13           | 6            | 7            | 25     | 14     | 11     |
| Coppa del Brasile | -     | 0       | 0       | 0       | 1            | 0            | 1            | 1      | 0      | 1      |
| Totale            | -     | 12      | 8       | 4       | 14           | 6            | 8            | 26     | 14     | 12     |

### Statistiche dei giocatori
| Giocatore     | Superliga Série A | Superliga Série A | Superliga Série A | Superliga Série A | Superliga Série A |
| Giocatore     | P                 | PT                | AV                | MV                | BV                |
| ------------- | ----------------- | ----------------- | ----------------- | ----------------- | ----------------- |
| A. Araújo     | 23                | 198               | 163               | 19                | 16                |
| V. Baesso     | 23                | 188               | 159               | 25                | 4                 |
| Y. Bisset     | 18                | 165               | 145               | 9                 | 11                |
| R. Bonora     | 24                | 213               | 181               | 17                | 15                |
| L. Borges     | 23                | 71                | 63                | 6                 | 2                 |
| T. Brendle    | 25                | 0                 | 0                 | 0                 | 0                 |
| I. de Amorin  | 24                | 179               | 109               | 64                | 6                 |
| L. dos Santos | 21                | 183               | 169               | 7                 | 7                 |
| P. Carraro    | 3                 | 1                 | 1                 | 0                 | 0                 |
| L. Fonseca    | 25                | 143               | 89                | 31                | 23                |
| W. Lopes      | 19                | 105               | 56                | 36                | 13                |
| A. Monteiro   | 23                | 4                 | 3                 | 0                 | 1                 |
| R. Perini     | 25                | 15                | 7                 | 5                 | 3                 |
| T. Reiter     | 0                 | 0                 | 0                 | 0                 | 0                 |
| R. Rodrigues  | 21                | 36                | 21                | 7                 | 8                 |
| R. Schmidt    | 0                 | 0                 | 0                 | 0                 | 0                 |

P = presenze; PT = punti totali; AV = attacchi vincenti; MV = muri vincenti; BV = battute vincenti

NB: Non sono disponibili i dati relativi alla Coppa del Brasile e, di conseguenza, quelli totali.